# Kogri
Koordinaten: 58° 51′ N, 22° 49′ O
Kogri ist ein Dorf (estnisch küla) in der Landgemeinde Hiiumaa (bis 2017: Landgemeinde Käina). Es liegt auf der zweitgrößten estnischen Insel Hiiumaa (deutsch Dagö).

## Beschreibung
Kogri (deutsch Kaukutse) hat 26 Einwohner (Stand 31. Dezember 2011). Der Ort liegt nordöstlich des 
Dorfes Käina.
Auf der Karte des deutschbaltischen Kartografen Ludwig August Mellin ist der Ort 1798 als Köggri verzeichnet.